# 다니주고촌
다니주고촌(谷住郷村)은 일본 시마네현 오치군에 설치되었던 촌이다. 현재의 고쓰시의 일부에 해당한다.